# هندريك بيتر نيكولاس مولر
هندريك بيتر نيكولاس مولر (بالهولندية: Hendrik Pieter Nicolaas Muller)‏ هو مستكشف ومؤرخ ودبلوماسي وجغرافي هولندي، ولد في 2 أبريل 1859 في روتردام في هولندا، وتوفي في 11 أغسطس 1941 في لاهاي في هولندا.